# أنين (مسلسل)
أنين، مسلسل تلفزيوني كويتي انتج وعرض في عام 2010، اخرجه محمد دحام الشمري ومن تاليف مها حميد.

## البطولة
| الممثل(ة)       |
| --------------- |
| صلاح الملا      |
| إبراهيم الحساوي |
| أميرة محمد      |
| شيماء علي       |
| يعقوب عبد الله  |
| محمود بوشهري    |
| لطيفة المجرن    |
| رونق            |
| صمود            |
| غرور            |
| أفراح           |